# Совет по русскому языку при Правительстве Российской Федерации
Совет по русскому языку при Правительстве Российской Федерации воссоздан решением Председателя правительства РФ Дмитрия Медведева в ноябре 2013 года, его возглавила вице-премьер Ольга Голодец.

## Предыстория
Совет по русскому языку при Правительстве Российской Федерации существовал с 31 декабря 1997 по 26 июля 2004. С 7 декабря 1995 по 23 мая 1997 существовал Совет по русскому языку при Президенте Российской Федерации.
В июне 2000 года по рекомендации комиссии «Русский язык в СМИ» Совета по русскому языку
был создан Справочно-информационный портал «Русский язык» (Грамота.ру).
Как было сообщено 16 апреля 2002, Совет по русскому языку при правительстве РФ отложил введение новых правил орфографии на неопределенное время.
Ранее, выступая на конференции «Языковая политика в современной России», президент Фонда 
«Центр развития русского языка» Людмила Путина назвала предложения Российской академии наук по изменению орфографии необоснованными. По её словам, русский язык находится в стадии развития, и «в эту эпоху совершенно несвоевременно» его реформировать.
В 2012 году президент России Владимир Путин утвердил попечительский совет и правление фонда «Русский мир», занимающегося популяризацией русского языка и культуры.